# 60,000
60,000(육만)은 59,999보다 크고 60,001보다 작은 자연수다.

## 수학
- 합성수로, 그 약수는 총 60개다.[a]
  - 60000의 진약수의 합은 136812이므로, 60000은 과잉수다.

## 60,000번대의 주요 자연수

### 60,001~60,999
- 60,025 = 2452, 49번째 오각뿔수.
- 60,031: 346번째 삼각수.
- 60,060: 110번째 십이각수.
- 60,067: 142번째 중심있는 육각수.
- 60,116: 56번째 사각뿔수.
- 60,126: 66번째 삼십각수.
- 60,147: 123번째 십각수.
- 60,205: 174번째 중심있는 사각수.
- 60,208: 142번째 팔각수.
- 60,301: 201번째 중심있는 삼각수.
- 60,378: 347번째 삼각수.
- 60,451: 156번째 중심있는 오각수.
- 60,480: 4부터 9까지 연속하는 자연수 6개의 곱.
- 60,500: 189번째 아킬레스 수.
- 60,501: 201번째 오각수.
- 60,516 = 2462
- 60,523: 132번째 중심있는 칠각수.
- 60,552: 190번째 아킬레스 수.
- 60,606: 156번째 칠각수.
- 60,625: 97번째 십오각수.
- 60,726: 348번째 삼각수.
- 60,765: 45번째 팔면체수.
- 60,901: 175번째 중심있는 사각수.
- 60,904: 202번째 중심있는 삼각수.
- 60,919: 143번째 중심있는 육각수.

### 61,000~61,999
- 61,009 = 2472
- 61,061: 143번째 팔각수.
- 61,075: 349번째 삼각수.
- 61,105: 202번째 오각수.
- 61,132: 124번째 십각수.
- 61,161: 111번째 십이각수.
- 61,231: 157번째 중심있는 오각수.
- 61,288: 94번째 십육각수.
- 61,337: 83번째 이십각수.
- 61,387: 157번째 칠각수.
- 61,425: 350번째 삼각수.
- 61,447: 133번째 중심있는 칠각수.
- 61,504 = 2482
- 61,510: 203번째 중심있는 삼각수.
- 61,601: 176번째 중심있는 사각수.
- 61,712: 203번째 오각수.
- 61,731: 191번째 아킬레스 수.
- 61,755: 45번째 육각뿔수.
- 61,776: 351번째 삼각수.
- 61,777: 144번째 중심있는 육각수.
- 61,887: 98번째 십오각수.
- 61,920: 144번째 팔각수.
- 61,952: 192번째 아킬레스 수.
- 61,975: 67번째 삼십각수.

### 62,000~62,999
- 62,001 = 2492
- 62,016: 158번째 중심있는 오각수.
- 62,119: 204번째 중심있는 삼각수.
- 62,125: 125번째 십각수.
- 62,128: 352번째 삼각수.
- 62,173: 158번째 칠각수.
- 62,196: 71번째 사면체수.
- 62,208: 193번째 아킬레스 수.
- 62,269: 72번째 케이크 수.
- 62,272: 112번째 십이각수.
- 62,305: 177번째 중심있는 사각수.
- 62,322: 204번째 오각수.
- 62,378: 134번째 중심있는 칠각수.
- 62,424: 194번째 아킬레스 수.
- 62,481: 353번째 삼각수.
- 62,500 = 2502 = {\displaystyle {\frac {5}{8}}\times 10^{5}}
- 62,605: 95번째 십육각수.
- 62,608: 42번째 칠각뿔수.
- 62,641: 145번째 중심있는 육각수.
- 62,731: 205번째 중심있는 삼각수.
- 62,745: 14번째 카마이클 수.
- 62,785: 145번째 팔각수.
- 62,806: 159번째 중심있는 오각수.
- 62,832: 84번째 이십각수.
- 62,835: 354번째 삼각수.
- 62,935: 205번째 오각수.
- 62,964: 159번째 칠각수.

### 63,000~63,999
- 63,001 = 2512
- 63,013: 178번째 중심있는 사각수.
- 63,126: 126번째 십각수.
- 63,162: 99번째 십오각수.
- 63,190: 355번째 삼각수.
- 63,316: 135번째 중심있는 칠각수.
- 63,346: 206번째 중심있는 삼각수.
- 63,360: 영미 단위계의 1 마일에 해당하는 인치 수.
- 63,365: 57번째 사각뿔수.
- 63,368: 195번째 아킬레스 수.
- 63,393: 113번째 십이각수.
- 63,504 = 2522
- 63,511: 146번째 중심있는 육각수.
- 63,546: 356번째 삼각수.
- 63,551: 206번째 오각수.
- 63,601: 160번째 중심있는 오각수.
- 63,656: 146번째 팔각수.
- 63,725: 179번째 중심있는 사각수.
- 63,750: 50번째 오각뿔수.
- 63,760: 160번째 칠각수.
- 63,852: 68번째 삼십각수.
- 63,903: 357번째 삼각수.
- 63,936: 96번째 십육각수.
- 63,964: 207번째 중심있는 삼각수.
- 63,973: 15번째 카마이클 수.

### 64,000~64,999
- 64,000 = 403
- 64,009 = 2532
- 64,079: 23번째 뤼카 수, 가장 큰 5자리 뤼카 수.
- 64,135: 127번째 십각수.
- 64,170: 207번째 오각수.
- 64,261: 358번째 삼각수, 136번째 중심있는 칠각수.
- 64,345: 85번째 이십각수.
- 64,387: 147번째 중심있는 육각수.
- 64,401: 161번째 중심있는 오각수.
- 64,441: 180번째 중심있는 사각수.
- 64,450: 100번째 십오각수.
- 64,516 = 2542
- 64,524: 114번째 십이각수.
- 64,533: 147번째 팔각수.
- 64,561: 161번째 칠각수.
- 64,585: 208번째 중심있는 삼각수.
- 64,620: 359번째 삼각수.
- 64,792: 208번째 오각수.
- 64,800: 196번째 아킬레스 수.
- 64,824: 72번째 사면체수.
- 64,827: 197번째 아킬레스 수.
- 64,898: 73번째 케이크 수.
- 64,906: 46번째 팔면체수.
- 64,980: 360번째 삼각수.

### 65,000~65,999
- 65,025 = 2552
- 65,152: 128번째 십각수.
- 65,161: 181번째 중심있는 사각수.
- 65,206: 162번째 중심있는 오각수.
- 65,209: 209번째 중심있는 삼각수.
- 65,213: 137번째 중심있는 칠각수.
- 65,219: 198번째 아킬레스 수.
- 65,269: 148번째 중심있는 육각수.
- 65,280: 30번째 이십면체수.
- 65,281: 97번째 십육각수.
- 65,341: 361번째 삼각수.
- 65,367: 162번째 칠각수.
- 65,416: 148번째 팔각수.
- 65,417: 209번째 오각수.
- 65,535: 컴퓨팅에서 16비트 부호 없는 정수형이 나타낼 수 있는 가장 큰 숫자.
- 65,536 = 216 = 48 = 164 = 2562
- 65,537: 5번째 페르마 소수. 이보다 큰 페르마 소수는 발견되지 않았다.
  - 정65537각형은 작도할 수 있다.
- 65,665: 115번째 십이각수.
- 65,703: 362번째 삼각수.
- 65,751: 101번째 십오각수.
- 65,757: 69번째 삼십각수.
- 65,836: 210번째 중심있는 삼각수.
- 65,876: 86번째 이십각수.
- 65,885: 182번째 중심있는 사각수.
- 65,941: 46번째 육각뿔수.

### 66,000~66,999
- 66,012: 21번째 트리보나치 수.
- 66,016: 163번째 중심있는 오각수.
- 66,045: 210번째 오각수, 34번째 오포체수.
- 66,049 = 2572
- 66,066: 363번째 삼각수.
- 66,125: 199번째 아킬레스 수.
- 66,157: 149번째 중심있는 육각수.
- 66,172: 138번째 중심있는 칠각수.
- 66,177: 129번째 십각수.
- 66,178: 163번째 칠각수.
- 66,248: 200번째 아킬레스 수.
- 66,305:  149번째 팔각수.
- 66,430: 364번째 삼각수.
- 66,466: 211번째 중심있는 삼각수.
- 66,564 = 2582
- 66,613: 183번째 중심있는 사각수.
- 66,640: 98번째 십육각수.
- 66,676: 211번째 오각수.
- 66,729: 58번째 사각뿔수.
- 66,795: 365번째 삼각수.
- 66,816: 116번째 십이각수.
- 66,831: 164번째 중심있는 오각수.
- 66,994: 164번째 칠각수.

### 67,000~67,999
- 67,051: 150번째 중심있는 육각수.
- 67,065: 102번째 십오각수.
- 67,081 = 2592
- 67,099: 212번째 중심있는 삼각수.
- 67,138: 139번째 중심있는 칠각수.
- 67,157: 연속하는 두 개의 중심있는 삼각수(166, 199)의 제곱합.
- 67,161: 366번째 삼각수.
- 67,166: 43번째 칠각뿔수.
- 67,200: 150번째 팔각수.
- 67,210: 130번째 십각수.
- 67,228: 201번째 아킬레스 수.
- 67,310: 212번째 오각수.
- 67,345: 184번째 중심있는 사각수.
- 67,425: 87번째 이십각수.
- 67,500: 202번째 아킬레스 수.
- 67,525: 73번째 사면체수.
- 67,528: 367번째 삼각수.
- 67,600 = 2602, 74번째 케이크 수.
- 67,626: 51번째 오각뿔수.
- 67,651: 165번째 중심있는 오각수.
- 67,690: 70번째 삼십각수.
- 67,712: 203번째 아킬레스 수.
- 67,735: 213번째 중심있는 삼각수.
- 67,815: 165번째 칠각수.
- 67,896: 368번째 삼각수.
- 67,947: 213번째 오각수.
- 67,951: 151번째 중심있는 육각수.
- 67,977: 117번째 십이각수.

### 68,000~68,999
- 68,013: 99번째 십육각수.
- 68,081: 185번째 중심있는 사각수.
- 68,101: 151번째 팔각수.
- 68,111: 140번째 중심있는 칠각수.
- 68,121 = 2612
- 68,251: 131번째 십각수.
- 68,265: 369번째 삼각수.
- 68,374: 214번째 중심있는 삼각수.
- 68,392: 103번째 십오각수.
- 68,476: 166번째 중심있는 오각수.
- 68,587: 214번째 오각수.
- 68,600: 204번째 아킬레스 수.
- 68,635: 370번째 삼각수.
- 68,641: 166번째 칠각수.
- 68,644 = 2622
- 68,821: 186번째 중심있는 사각수.
- 68,857: 152번째 중심있는 육각수.
- 68,921 = 413
- 68,992: 88번째 이십각수.

### 69,000~69,999
- 69,006: 371번째 삼각수.
- 69,008: 152번째 팔각수.
- 69,016: 215번째 중심있는 삼각수.
- 69,091: 141번째 중심있는 칠각수.
- 69,148: 118번째 십이각수.
- 69,169 = 2632
- 69,192: 205번째 아킬레스 수.
- 69,230: 215번째 오각수.
- 69,231: 47번째 팔면체수.
- 69,300: 132번째 십각수.
- 69,306: 167번째 중심있는 오각수.
- 69,378: 372번째 삼각수.
- 69,400: 100번째 십육각수.
- 69,472: 167번째 칠각수.
- 69,565: 187번째 중심있는 사각수.
- 69,651: 71번째 삼십각수.
- 69,661: 216번째 중심있는 삼각수.
- 69,696 = 2642
- 69,732: 104번째 십오각수.
- 69,751: 373번째 삼각수.
- 69,769: 153번째 중심있는 육각수.
- 69,876: 216번째 오각수.
- 69,921: 153번째 팔각수.
- 69,984: 206번째 아킬레스 수.